# Sabulodes ornatissima
Sabulodes ornatissima là một loài bướm đêm trong họ Geometridae.